# Philippe Druillet
Philippe Druillet (ur. 28 czerwca 1944 w Tuluzie) – francuski rysownik, grafik, scenarzysta i artysta fantastyczny oraz twórca komiksów m.in.: Lone Sloane saga, Yragaël, La Nuit, Salammbô, Nosferatu. W 1975 roku został współzałożycielem magazynu Métal Hurlant.